# Conquereaux
Conquereux és el nom tradicional de dues batalles lliurades la primera en data desconeguda uns anys abans del 990, i la segona el 27 de juny del 992; el lloc de la batalla fou la rodalia de la població avui coneguda com a Conquereuil.
Uns anys abans del 990, Guérech, comte i bisbe de Nantes, atacat per Conan, comte de Rennes, que aspirava al ducat de Bretanya i al comtat de Nantes, va derrotar a l'atacant a Conquereux o Concruz, entre Derval i Guéméné. Uns anys després (990), Conan finalment es va apoderar de Nantes i hi va construir una fortalesa, però no va gaudir gaire temps del seu triomf, ja que fou atacat per Folc III Nerra, comte d'Anjou, i derrotat a Conquereaux (27 de juny de 992), batalla en la qual Conan va morir